# Boho
Boho is een bestuurslaag in het regentschap Samosir van de provincie Noord-Sumatra, Indonesië. Boho telt 981 inwoners (volkstelling 2010).